# Hylaeus magnificus
Hylaeus magnificus är en biart som beskrevs av Cockerell 1942. Hylaeus magnificus ingår i släktet citronbin, och familjen korttungebin. Inga underarter finns listade i Catalogue of Life.